# 派恩敦 (北卡羅萊納州)
派恩敦（英語：Pinetown）是位於美國北卡羅萊納州博福特縣的普查規定居民點。

## 人口
根據2020年美國人口普查的數據，派恩敦的面積為2.64平方千米，皆為陸地。當地共有人口147人，而人口密度為每平方千米55.68人。